# Shoto Suzuki
Shoto Suzuki (鈴木 翔登 Suzuki Shoto?), född 16 oktober 1992 i Saitama prefektur, är en japansk fotbollsspelare.
Suzuki började sin karriär 2015 i Roasso Kumamoto. 2017 blev han utlånad till Giravanz Kitakyushu. Han gick tillbaka till Roasso Kumamoto 2018.